# Stockval
Stockval is een berg op Skye in Schotland. De berg is 416 meter hoog en ligt bij Carbost. Ten zuiden van de berg ligt Loch Sleadale.